# Dammartin-en-Serve
Dammartin-en-Serve település Franciaországban, Yvelines megyében. Lakosainak száma 1417 fő (2022. január 1.). Dammartin-en-Serve Boinvilliers, Flacourt, Flins-Neuve-Église, Longnes, Montchauvet, Le Tertre-Saint-Denis és Tilly községekkel határos.

## Népesség
A település népességének változása:
| Lakosok száma | 1108 | 1109 | 1201 | 1264 | 1341 | 1375 | 1381 | 1394 | 1417 |
|               | 2013 | 2015 | 2016 | 2017 | 2018 | 2019 | 2020 | 2021 | 2022 |